# The Born This Way Ball Tour
The Born This Way Ball Tour és la tercera gira musical de la cantant nord-americana Lady Gaga per promoure Born This Way, el seu segon àlbum d'estudi. La gira va ser anunciada oficialment el 7 de febrer de 2012, mitjançant una fotografia en el seu compte oficial de Twitter i Facebook. La gira comptarà amb més de 120 concerts; ja ha recorregut Oceania i Àsia, a mitjans d'agost de 2012, i continuarà amb Europa, a finals d'any a Sud-amèrica i finalitzarà a Nord-amèrica ja en el 2013.

## Antecedents
En 2011, la cantant va dir: Tinc plans, serà en la primera part del pròxim any, però he de començar a practicar a finals d'aquest any. Això és el que faig. És l'hora d'una altra marató. Si estàs corrent una marató, i estàs a punt de creuar la meta, no t'atures i dius, 'Oh, una vegada que la travessi, s'acaba'. Has de córrer tan ràpid com puguis per arribar el més ràpid possible. Així que suposo que, per a mi, és sobre de quantes maratons puc executar? Quants somnis es poden fer realitat? Ara ja no per mi, però per als meus fans. En 2011, Lady Gaga va donar moltes notícies sobre aquest tour, entre elles, quan va sortir «Judas (cançó)» com senzill, va dir en una entrevista que la gira seria més llarga per Austràlia i Sud-amèrica que la Monster Ball Tour, i que visitaria països nous, com Brasil.
A finals del 2011 es van comentar rumors falsos que Gaga estava pensant a batre els rècords mundials i fer la gira més llarga de la història, amb un total de 450 concerts arreu del món. Fernando Garibay, compositor i productor de Gaga, va dir que aquests concerts seran molt semblants als de The Monster Ball Tour, però més exagerats. Aquest àlbum és l'àlbum més personal de Lady Gaga, perquè compta amb un munt de detalls, molta passió i sobretot amb l'emoció d'ella i la de tot l'equip. Cada cançó és una història. Estem encantats de poder afirmar que totes les actuacions de la propera gira expressaran un munt d'emocions. Gaga va afirmar en el backstage del Jingle Ball: Vaig a cantar les cançons del meu nou àlbum, encara que també cal comptar que la gent vol escoltar les altres cançons de The Fame Monster i The Fame, les que la ràdio ha convertit en grans èxits aquests dos últims anys. Vull retre homenatge a les estacions de ràdio i els fans i per això cantaré cançons noves i cançons dels últims tres anys. D'altra banda, Gaga va parlar sobre l'escenari: És difícil d'explicar, vull fer-ho diferent. Per exemple en el show Jingle Ball barrejo el Nadal amb les motos. Serà una barreja de moltes coses. Estic molt emocionada, estem treballant molt en això.
Lady Gaga va dir que aquesta gira és una òpera.
En el seu compte oficial de Twitter va publicar el 7 de febrer de 2012:
| « | Tomorrow at 11:00 PT the first tour dates for THE BORN THIS WAY BALL will be released. I will also tweet the 1st official tour poster! ♥ ♥ ♥ | «Demà a les 11:00 PT les primeres dates de la gira Born This Way Ball seran llançades, també publicaré un tweet del primer pòster oficial! ♥ ♥ ♥» | » |

No obstant això, aquesta mateixa nit del 7 febrer 2012 El pòster oficial de la gira va ser publicat 17:15 GMT, previ a això va publicar ... «Screw it. I had too much wine ... » (en català: A la merda. Vaig beure massa vi...)
Michael Rush, president del Big Daddy de Jakarta, ha assegurat que Gaga cantarà 26 cançons en els concerts d'aquesta gira. També va dir: És un concert molt complet, molt teatral. Començant amb el naixement de Gaga, després diversió i festa, culminant amb la mort de Gaga.

## Recepció comercial
Les entrades per Oceania del Born This Way Ball van estar disponibles el 17 de febrer de 2012 a través de Ticketek, i poc després les entrades per als dos primers concerts a Auckland es van esgotar. En resposta a la positiva venda d'entrades a Nova Zelanda i Austràlia, es van programar nou concerts addicionals a la gira. El 9 de març van sortir a la venda les entrades per a les últimes dates afegides a Hong Kong, les quals es van esgotar en temps record, posicionant a l'artista com l'única internacional que esgota les entrades de quatre concerts en poc temps. Les entrades per Jakarta van ser accessible per a la venda al públic el 10 de març, després d'haver estat anunciat que les entrades es van esgotar en quatre hores.

## Polèmiques
Diversos comentaristes socialment conservadors s'han manifestat en contra de The Born This Way Ball (en català: El ball de Born this way). Cholil Ridwan, president de l'oficina islamista del Consell d'Ulemes d'Indonèsia, va prohibir l'actuació de Lady Gaga a Jakarta, afegint que la cantant tenia la intenció de "destruir la moral de la nació". Accions similars es van iniciar en Corea del Sud, on l'agència estatal de qualificació de medis de Corea va ajustar la classificació d'edat per al concert a 18 anys, demanant la devolució de les butlletes als menors de 18.

## Actuacions d'Apertura
- Zedd - (Àsia).
- The Darkness - (Europa).[5][6]
- Lady Starlight - (Europa) (dates seleccionades).[5][6]

## Llista de cançons
ACTE 1
- Highway Unicorn (Road To Love) (Autopista unicorn - conduint cap a l'amor).
- Government Hooker (Govern Hooker).
- Born This Way (Nascut d'aquest manerta).
- Black Jesus † Amen Fashion (Jesus negre - Amen a la moda).
- Bloody Mary .

ACTE 2
- Bad Romance (Romanç dolent).
- Judas (Judes).
- Fashion Of His Love/Just Dance (Moda del seu amor / Dança justa).
- LoveGame (Joc d'amor).
- Telephone (Telèfon).

ACTE 3
- Heavy Metal Lover (Amor cap al Heavy Metal)
- Bad Kids (Nens dolents).

ACTE 4
- Hair (Cabell).
- Princess Die (La princesa morta).
- Yoü and I (Tu i jo).
- Electric Chapel (Capella elèctrica).

ACTE 5
- Americano (Americà).
- Alejandro.
- Poker Face (Cara de pòquer).
- Paparazzi.
- Scheiße.

ACTE 6
- The Edge of Glory (A la vora de la glòria).
- Marry the Night (Casament nocturn).

## Dates
| Data                      | Ciutat         | País          | Lloc                          |
| ------------------------- | -------------- | ------------- | ----------------------------- |
| Asia                      |                |               |                               |
| 27 d'abril de 2012        | Seül           | Corea del Sud | Estadi Olímpic                |
| 2 de maig de 2012         | Hong Kong      | Hong Kong     | AsiaWorld-Arena               |
| 3 de maig de 2012 jhgfedr | Hong Kong      | Hong Kong     | AsiaWorld-Arena               |
| 5 de maig de 2012         | Hong Kong      | Hong Kong     | AsiaWorld-Arena               |
| 7 de maig de 2012         | Hong Kong      | Hong Kong     | AsiaWorld-Arena               |
| 10 de maig de 2012        | Tokio          | Japó          | Saitama Super Arena           |
| 12 de maig de 2012        | Tokio          | Japó          | Saitama Super Arena           |
| 13 de maig de 2012        | Tokio          | Japó          | Saitama Super Arena           |
| 17 de maig de 2012        | Taipei         | Taiwan        | Nangan World Trade Center     |
| 18 de maig de 2012        | Taipei         | Taiwan        | Nangan World Trade Center     |
| 21 de maig de 2012        | Manila         | Filipines     | Mall of Asia Arena            |
| 25 de maig de 2012        | Bangkok        | Tailàndia     | Estadio Rajamangala           |
| 28 de maig de 2012        | Singapur       | Singapur      | Singapore Indoor Stadium      |
| 29 de maig de 2012        | Singapur       | Singapur      | Singapore Indoor Stadium      |
| 31 de maig de 2012        | Singapur       | Singapur      | Singapore Indoor Stadium      |
| 3 de juny de 2012         | Jakarta        | Indonèsia     | Estadio Bung Karno            |
| Oceanía                   |                |               |                               |
| 7 de juny de 2012         | Auckland       | Nova Zelanda  | Vector Arena                  |
| 8 de juny de 2012         | Auckland       | Nova Zelanda  | Vector Arena                  |
| 10 de juny de 2012        | Auckland       | Nova Zelanda  | Vector Arena                  |
| 13 de juny de 2012        | Brisbane       | Austràlia     | Brisbane Entertainment Centre |
| 14 de juny de 2012        | Brisbane       | Austràlia     | Brisbane Entertainment Centre |
| 16 de juny de 2012        | Brisbane       | Austràlia     | Brisbane Entertainment Centre |
| 20 de juny de 2012        | Sydney         | Austràlia     | Allphones Arena               |
| 21 de juny de 2012        | Sydney         | Austràlia     | Allphones Arena               |
| 23 de Junio de 2012       | Sydney         | Austràlia     | Allphones Arena               |
| 24 de juny de 2012        | Sydney         | Austràlia     | Allphones Arena               |
| 27 de juny de 2012        | Melbourne      | Austràlia     | Rod Laver Arena               |
| 28 de juny de 2012        | Melbourne      | Austràlia     | Rod Laver Arena               |
| 30 de juny de 2012        | Melbourne      | Austràlia     | Rod Laver Arena               |
| 1 de juliol de 2012       | Melbourne      | Austràlia     | Rod Laver Arena               |
| 3 de juliol de 2012       | Melbourne      | Austràlia     | Rod Laver Arena               |
| 7 de juliol de 2012       | Perth          | Austràlia     | Burswood Dome                 |
| 8 de juliol de 2012       | Perth          | Austràlia     | Burswood Dome                 |
| Europa                    |                |               |                               |
| 14 d'agost de 2012        | Sofia          | Bulgària      | Estadi Nacional Vasil Levski  |
| 16 d'agost de 2012        | Bucarest       | Romania       | Arena Națională               |
| 18 d'agost de 2012        | Viena          | Àustria       | Stadthalle                    |
| 21 d'agost de 2012        | Vilna          | Lituània      | Vingis Park                   |
| 23 d'agost de 2012        | Riga           | Letònia       | Riga Mezaparks                |
| 25 d'agost de 2012        | Tallin         | Estònia       | Tallinn Song Festival Grounds |
| 27 d'agost de 2012        | Hèlsinki       | Finlàndia     | Hartwall Areena               |
| 30 d'agost de 2012        | Estocolm       | Suècia        | Ericsson Globe                |
| 2 de Setembre de 2012     | Copenhague     | Dinamarca     | Parken Stadion                |
| 4 de Setembre de 2012     | Colònia        | Alemanya      | Lanxess Arena                 |
| 8 de Setembre de 2012     | Londres        | Regne Unit    | Twickenham Stadium            |
| 11 de Setembre de 2012    | Manchester     | Regne Unit    | MEN Arena                     |
| 15 de Setembre de 2012    | Dublín         | Irlanda       | Estadio Aviva                 |
| 17 de Setembre de 2012    | Amsterdam      | Països Baixos | Ziggo Dome                    |
| 22 de Setembre de 2012    | París          | França        | Stade de France               |
| 24 de Setembre de 2012    | Hannover       | Alemanya      | TUI Arena                     |
| 26 de Setembre de 2012    | Zúric          | Suïssa        | Hallenstadion                 |
| 29 de Setembre de 2012    | Anvers         | Bèlgica       | Sportpaleis                   |
| 2 d'Octubre de 2012       | Milà           | Itàlia        | Mediolanum Forum              |
| 4 d'Octubre de 2012       | Niça           | França        | Stade Charles-Ehrmann         |
| 6 d'Octubre de 2012       | Barcelona      | Catalunya     | Palau Sant Jordi              |
| Àfrica                    |                |               |                               |
| 30 de Desembre de 2012    | Johannesburg   | Sud-àfrica    | FNB Stadium                   |
| 3 de Desembre de 2012     | Ciutat del Cap | Sud-àfrica    | Cape Town Stadium             |